# Alexander Steinlechner
Alexander Steinlechner (* 24. März 2000 in Bad Ischl; † 10. April 2024) war ein österreichischer Fußballspieler. Für die Kapfenberger SV kam er zwischen 2019 und 2021 auf 41 Zweitligaeinsätze.

## Karriere
Steinlechner begann mit dem Fußballspielen beim ASV Bad Mitterndorf. Im Jahre 2013 wechselte er in die Jugend des SC Liezen. Zur Saison 2014/15 wechselte er in die Akademie der Kapfenberger SV. Ab 2015 spielte er für die Drittmannschaft der KSV, den ASC Rapid Kapfenberg und für dessen zweite Mannschaft.
Zur Saison 2018/19 rückte er in den Kader der fünftklassigen Amateure der Kapfenberger. Im Jänner 2019 wurde er an den viertklassigen USC Rohrbach/Gölsen verliehen. Für Rohrbach absolvierte er bis Saisonende sechs Spiele in der Landesliga.
Nach seiner Rückkehr zu Kapfenberg erhielt er im Juli 2019 einen bis Juni 2020 laufenden Profivertrag. Sein Debüt in der 2. Liga gab er im selben Monat, als er am ersten Spieltag dieser Saison gegen den FC Blau-Weiß Linz in der 86. Minute für Lukas Skrivanek eingewechselt wurde. In seiner ersten vollen Profisaison kam Steinlechner auf 20 Einsätze in Österreichs zweithöchster Spielklasse sowie auf weitere zwei Einsätze im ÖFB-Cup. Sein erstes Ligator für die Steirer erzielte er am zwölften Spieltag der Saison 2020/21 per Kopf gegen die 2. Mannschaft des SK Rapid Wien. Steinlechner war in dieser Saison in der Innenverteidigung gesetzt, verpasste allerdings einige Spiele aufgrund von Knie- und Adduktorenproblemen. Er kam auf 21 Ligaeinsätze sowie vier Einsätze im ÖFB-Cup, in dem er mit seiner Mannschaft das Viertelfinale erreichte.
Nach insgesamt 41 Zweitligaeinsätzen für die Steirer verließ er den Verein nach der Saison 2020/21. Nach einem halben Jahr ohne Verein wechselte er im Jänner 2022 zum Regionalligisten SV Stripfing; er kam aber verletzungsbedingt nicht zum Einsatz für den Verein. Im Jänner 2023 schloss er sich dem steirischen Regionalligisten SC Weiz an.
Am 5. April 2024, wenige Stunden nach einem Spiel gegen den Deutschlandsberger SC, in dem er nicht zum Einsatz gekommen war, erlitt Steinlechner einen Herzstillstand, an dessen Folgen er am 10. April 2024 in einem Krankenhaus starb. Er wurde 24 Jahre alt.